# The Iron Mask
The Iron Mask is een Amerikaanse stomme film uit 1929 van Allan Dwan. Het verhaal is gebaseerd op de laatste sectie uit het boek Le Vicomte de Bragelonne van Alexandre Dumas père (vertaald als De Vicomte van Bragelonne), dat op zijn beurt weer gebaseerd is op de legende van de man met het ijzeren masker.
The Iron Mask werd officieel tot laatste stomme film benoemd, en sloot daarmee een periode van de geluidloze film af. Onder de naam Le Masque de fer is in 1962 in Frankrijk een nieuwe versie uitgebracht.

## Synopsis
Als Lodewijk XIII de gehoopte troonopvolger krijgt, blijkt het een tweeling te zijn. Om staatsredenen wordt de tweede zoon verzwegen en in het geheim grootgebracht. Maar De Rochefort komt er achter en zal twintig jaar later de verzwegen zoon helpen de macht over te nemen. Als dit dreigt te lukken en Lodewijk XIV met een ijzeren masker op wordt opgesloten, moeten D'Artagnan en zijn 3 medemusketiers in actie komen.

## Rolverdeling
| Acteur                 | Personage                                   |
| ---------------------- | ------------------------------------------- |
| Douglas Fairbanks      | D'Artagnan                                  |
| Belle Bennett          | Koningin moeder                             |
| Marguerite De La Motte | Constance Bonacieux                         |
| Dorothy Revier         | Milady de Winter                            |
| Vera Lewis             | Madame Peronne                              |
| Rolfe Sedan            | Lodewijk XIII                               |
| William Bakewell       | Lodewijk XIV / tweelingbroer                |
| Gordon Thorpe          | Jonge prins / tweelingbroer                 |
| Nigel De Brulier       | Kardinaal Richelieu                         |
| Ullrich Haupt          | Graaf De Rochefort                          |
| Lon Poff               | Eerwaarde Joseph; confessor van de koningin |
| Charles Stevens        | Planchet; D'Artagnan's dienaar              |
| Henry Otto             | Kamerdienaar koning                         |
| Leon Bary              | Athos                                       |
| Tiny Sandford          | Porthos (als Stanley J. Sandford)           |
| Gino Corrado           | Aramis                                      |